# Concentração (futebol)
A Concentração, também chamada de Regime de Concentração, na linguagem do futebol, é uma espécie de regime de clausura a que são submetidos os atletas antes dos jogos. Ela tem como premissas, na teoria, o descanso e a alimentação regrada dos atletas.
Conforme Toledo (2000, p.155), as concentrações eram “supostamente designadas como ‘terapias coletivas’ para equilibrarem o estado emocional dos jogadores, apartando-os de outros estímulos e contatos extra futebol, por horas, às vezes dias, antes das partidas oficiais.”
Este Regime de Concentração, para atletas de futebol, está previsto em lei:
O artigo 7º, da Lei nº 6.354/76, dispõe que "o atleta será obrigado a concentrar-se, se convier ao empregador, por prazo não superior a 3 (três) dias por semana, desde que esteja programada qualquer competição amistosa ou oficial, e ficar à disposição do empregado quando da realização de competição fora da localidade onde tenha sua sede." Assim, percebe-se que o período de concentração a que o atleta fica submetido, não gera o direito a horas extras, já que não se equipara ao tempo em que o empregado permanece à disposição do empregador, aguardando ou executando ordens.

## Como Funciona
Normalmente os atletas se reúnem 1 ou 2 dias antes dos jogos, num local mais reservado (que pode ser a sede do clube ou um hotel), onde é feita uma preparação intensiva para jogos importantes ou campeonatos. Esta preparação é feita através de palestras técnicas e motivadoras, treinos táticos, reuniões, acompanhamento medico, psicológico e de todos os profissionais envolvidos diretamente com o grupo. Evitam-se contudo, contatos íntimos com familiares ou qualquer outro que possa interferir emocionalmente no desempenho do atleta. No entanto, é muito comum ouvir notícias de atletas que fugiram dessas concentrações. Às vésperas da Copa de 1986, por exemplo, o lateral Leandro e o atacante Renato Gaúcho fugiram e só voltaram de madrugada para a Toca da Raposa, concentração da Seleção de Telê Santana. Por conta disso, Renato foi cortado, e Leandro renunciou à sua vaga.

## Fim da Concentração - Uma Tendência
O Fim da Concentração parece ser uma tendência no futebol mundial. Os técnicos e dirigentes passaram a enteder que psicologicamente, é melhor para um atleta passar a noite em casa, com a família, do que enfurnados em um hotel.
Além disso, com o fim da concentração, o clube tem menos gastos também. Segundo uma reportagem do jornal Gazeta do Povo, "abolir as concentrações pré-jogo representaria uma economia de até R$ 1 milhão anual aos cofres dos clubes brasileiros."
Na década de 1970, o futebol europeu passou a abolir a concentração, a partir dos clubes ingleses. A medida se estendeu, gradualmente, para todo o continente. Concentração na véspera, só em decisões de campeonato ou nas fases finais da Liga dos Campeões.
Por considerarem que a Concentração mais prejudica do que ajuda, ela foi mantida apenas em viagens, normalmente superiores a duas horas de avião e a três de ônibus ou trem. Trata-se, porém, de algo natural, afinal o time não vai estar jogando em casa e o grupo tem que viajar junto.
Porém, segundo uma reportagem do jornal O Globo, "o senso comum de que na Europa a concentração é coisa do passado não é real. Para os europeus, ainda prevalece a noção de que a rotina, o calendário e a exigência física do jogo tornam necessários alguns cuidados. O que cresce é o hábito de tornar a concentração um local de trabalho. Seja para recuperação, fisioterapia ou para reuniões táticas."
No Brasil, o tema é muito polêmico. Durante a década de 1980, a Democracia Corintiana foi pioneira no Brasil ao tentar extinguir a concentração. Os jogadores só se reuniam no dia dos jogos para irem juntos ao estádio.
Porém, por conta da falta de responsabilidade e profissionalismo da maioria dos jogadores brasileiros, esta moda não pegou por aqui.
Mais recentemente, na década de 2010, a "abolição" da concentração voltou a virar tema no país novamente. Como uma espécie de greve contra atrasos de salários, alguns atletas passaram a se reunir e a se recusar a concentrar até que o salário seja pago. Muitos clubes do Brasil, como Botafogo, Vasco, por exemplo, já sofreram com este tipo de represália. Como concentrar é uma das obrigações contratuais do atleta, o não cumprimento do acordo por parte do clube dá brecha para este tipo de rebelião.
Em 2013, o Coritiba deu um voto de confiança aos jogadores ao implantar uma concentração mais flexível. Porém, esta "concentração mais flexível" durou apenas um semestre, até o presidente Vilson Ribeiro de Andrade decretar concentração antecipada de dois dias devido aos maus resultados do time no Campeonato Brasileiro.
De acordo com técnicos e dirigentes, os grandes entraves para o veto definitivo às concentrações no futebol brasileiro são o comportamento do jogador brasileiro fora do ambiente de trabalho e o constante patrulhamento dos torcedores.

## Tipos de Concentração
Segundo reportagem do jornal O Globo, atualmente, existem 3 tipos de "concentração" diferentes.
1- Método tradicional - Semelhantes aos do Brasil, como adotados no Paris Saint-Germain, por exemplo. O time, mesmo nos jogos em casa, se concentra no hotel desde a véspera dos jogos.

2- Modelo ultraliberal - Adotado por Luis Enrique no Barcelona, onde os jogadores chegam ao Camp Nou cerca de duas horas antes dos jogos. 

3- Método Flexivel - É o meio-termo entre as 2 anteriores. A concentração acontece apenas em jogos mais importantes. Este tipo de concentracao prega que o jogador deve se preparar mentalmente e taticamente para o jogo, prevalecendo, portanto, o conceito de que concentração é momento de trabalho.
Há, ainda, um 4o tipo, que prega que os solteiros devem se concentrar antes dos atletas casados, uma vez que os solteiros têm uma possibilidade maior de cair na tentação de aproveitar a noite.